# Rabdomioliza
Rabdomioliza (gr. ῥάβδος rhabdos ‘prążek’, μῦς mys ‘mięsień’, λύσις lysis ‘rozpad’) – zespół objawów chorobowych wywołanych masywnym rozpadem tkanki mięśniowej poprzecznie prążkowanej, co doprowadza do pojawienia się we krwi wolnej mioglobiny pochodzenia mięśniowego, która następnie jest filtrowana przez kłębuszki nerkowe i powoduje mechaniczną obturację cewek nerkowych i sama bezpośrednio działa nefrotoksycznie, co w konsekwencji może doprowadzić do ich uszkodzenia i rozwoju ostrej niewydolności nerek. Rabdomioliza odpowiednio wcześnie zdiagnozowana i leczona jest stanem odwracalnym.

## Objawy chorobowe
Może nie być żadnych objawów choroby, poza objawami niewydolności nerek, która powstaje w mechanizmie ostrej martwicy cewek nerkowych. Czasami można stwierdzić objawy uszkodzenia pourazowego mięśni, takie jak obrzęk lub też występują uogólnione bóle mięśniowe. Czasami można zaobserwować obecność krwistego moczu.

## Etiologia
Wśród przyczyn rabdomiolizy mogą znajdować się czynniki natury fizycznej, czyli: termiczne lub mechaniczne, które powodują zaburzenia w dopływie krwi, ale także i różnorakie niefizyczne. Zazwyczaj występuje kilka czynników, które prowadzą do rozwoju tego zespołu chorobowego.

### Możliwe czynniki predysponujące
- ekstremalny wysiłek fizyczny[1]
- zakażenia miejscowe lub ogólnoustrojowe[1]
- urazy bezpośrednie[1]
- porażenie prądem[2]
- napady padaczkowe[1]
- niedokrwistość sierpowatokrwinkowa[1]
- czynniki genetyczne[1]
- tężec[1]
- niedokrwienie kończyny (np. z powodu długotrwałego unieruchomienia, zakrzepu, zatoru, operacji naczyniowej lub ortopedycznej)[1]
- zaburzenia gospodarki wodno-elektrolitowej i równowagi kwasowo-zasadowej
  - kwasica ketonowa i nieketonowa[1]
  - śpiączka hiperosmolarna[1]
- zaburzenia metaboliczne
  - niedobór dehydrogenazy acylo-CoA[3][4][5]
  - niedobór fosfofruktokinazy
- zaburzenia elektrolitowe[1]
  - hipokaliemia
  - hipofosfatemia
- złośliwy zespół neuroleptyczny po zastosowaniu:
  - znieczulenia
  - pochodnych fenotiazyny
  - inhibitorów MAO
- zapalenie wielomięśniowe i zapalenie skórno-mięśniowe
- zespoły hipertermii (udar cieplny, hipertermia złośliwa)[1]
- hipotermia[1]
- zespół zmiażdżenia[1]
- nadmierny wysiłek fizyczny[1]
- niedokrwienie mięśni[1]
- stan padaczkowy[1]
- oparzenie
- zakażenie:
  - wirusem grypy
  - wirusem Epsteina-Barr
  - bakteryjne, w tym także w przebiegu sepsy
- alkoholizm[1]
- zatrucie tlenkiem węgla[1]
- narażenia na jad węży[1]
- spożycie niektórych gatunków grzybów, na przykład Russula subnigricans[6][7], gąski zielonki[1]
- narkomania – w przypadku nadużywania następujących narkotyków:
  - kokaina[1]
  - heroina[1]
  - amfetamina[1]
  - LSD[1]
- zatrucie lekami[1]
  - teofilina[1]
  - leki obniżające poziom lipidów we krwi
    - fibraty[1]
    - statyny[1]

  - cyklosporyna A
  - wenlafaksyna[8]
- ostra miopatia w przebiegu nowotworów

## Badania diagnostyczne
- wzrost aktywności enzymów mięśniowych:
  - kinazy kreatynowej[1]
  - dehydrogenazy mleczanowej[1]
- wzrost stężenia potasu[1]
- hipokalcemia w okresie oligurii i hiperkalcemia w okresie zdrowienia
- obecność mioglobiny w moczu

## Leczenie
Stosuje się leczenie objawowe. Obowiązuje podawanie płynów oraz działania zmierzające do wymuszenia odpowiedniej diurezy, co pozwala na eliminację mioglobiny i ogranicza ryzyko powikłań nerkowych. Konieczne jest monitorowanie i zapobieganie powikłaniom niewydolności nerek: hiperkaliemii, podwyższeniu poziomu kwasu moczowego, kwasicy. W przypadku niemożności farmakologicznego opanowania powyższych zaburzeń konieczna jest dializoterapia.